# Gyetvai János
Gyetvai János (Szentlőrinckáta, 1889. április 8. – Budapest, 1967. május 14.) író, újságíró, politikus. A Tanácsköztársaság után emigrált, ahonnan a második világháború után tért haza. Volt pécsi és Baranya megyei főispán, ankarai nagykövet.

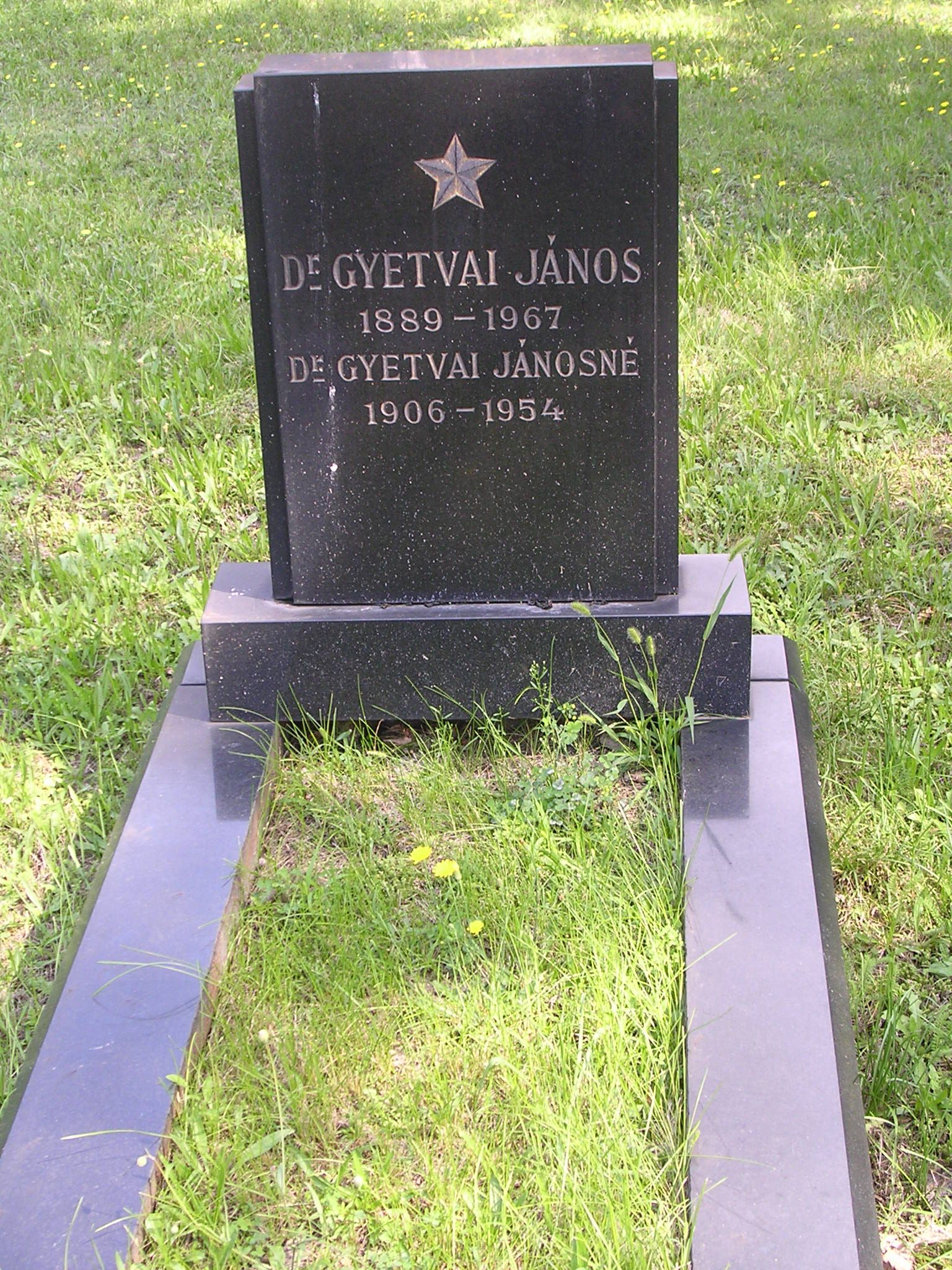
Sírja a Fiumei úti sírkertben (30/2-1-15)

## Családja, tanulmányai
Gyetvai János és Zombori Rozália fia. Agrárproletár családból származott, tizenkettedik gyermekként látta meg a napvilágot. Tanulmányait a Budapesti Tudományegyetemen végezte, ahol előbb magyar–történelem szakon szerzett diplomát, majd 1912-ben jogi doktorrá avatták.

## Pályafutása

### A tanácsköztársaság bukásáig
Az 1910-es években, az egyetemi tanulmányai mellett a Statisztikai Hivatal kisegítő munkatársa volt. 1912-től a Népszava munkatársa, egészen 1919-ig. 1914-től a Jászberény című szocialista lap alapító szerkesztője. 1917-től a budapesti felsőkereskedelmi iskola ideiglenes tanára. A tanácsköztársaság idején sajtófőnök lett, és tagja lett a Belügyi Népbiztosság ún. vezető (ötös) kollégiumának. Főszerkesztője a Magyar Vörös Hadsereg hivatalos lapjának a Vörös Katonának.

### Emigrációban
A Tanácsköztársaság bukása után Bécsbe emigrált, ahonnan 1920-ban Kassára költözött, ahol a Kassai Munkás szerkesztője lett. Rövid idő után Pécsre költözött, ahol a Munkás című lap szerkesztője lett 1920-21-ben. Ezután visszaköltözött Bécsbe, majd 1922-ben Berlinbe ment, ahol 1924-ig maradt. Itt a Chronik des Faschismus című lap szerkesztője, és a Deutsch-Russische Telegrafen Agentur hírügynökség munkatársa. 1924-ben az Amerikai Egyesült Államokba emigrált, ahol részt vett az ottani szocialista és kommunista mozgalmakban. Itt az Új Előre, Magyar Világ és a Magyar Jövő című lapokat szerkesztette.

### A második világháború után
A világégés után hazatért, belépett az MKP-be, később az MDP-be. 1947-49-ig volt Pécs és Baranya vármegye főispánja. Lemondása után egy évig ankarai nagykövet, majd ismét újságíró lett. A Lapkiadó Vállalat újságírójaként a Színház és Mozi, illetve a Heti Műsor szerkesztője volt 1956-ig.

## Íróként
A magyar szocialista irodalom alkotója, a munkásmozgalom harcosainak állított emléket. Legismertebb műve a Válságos éjszaka, amely a monitorlázadás éjszakájának történetét írja le. Németül 1924-ben jelent meg, Eine Nacht címmel, magyarul 1961-ben.

### Művei
- An der Spitze der Bauern. Roman; németre ford. Stefan J. Klein, Taifun, Frankfurt, 1924
- Eine Nacht. Eine Erzählung aus der Zeit der ungarischen Räterepublik; németre ford. Stefan J. Klein; Vereinigung internationaler Verlagsanstalten, Berlin, 1926
- Új Magyarország. Gyetvai János a Magyar Jövő főszerkesztőjének jelentése Magyarországról; Hungarian Daily Journal Publ. Comp., New York, 1945
- Ezt láttam Amerikában; bev. Boldizsár Iván; Szépirodalmi, Budapest, 1952
- Fegyverek és emberek. Regényes korrajz; Zrínyi, Budapest, 1959
- Válságos éjszaka. Elbeszélés; Szépirodalmi, Budapest, 1961
- Két világ között. Emigrációs emlékeimből; Szépirodalmi, Budapest, 1963

## Emlékezete
A Fiumei úti sírkert Munkásmozgalmi Parcellájában nyugszik. 1989-ben, születésének 100. évfordulójára a Magyar Posta bélyeget adott ki a tiszteletére. Róla nevezték el a jászberényi Gyetvai János Általános Iskolát.